# Ếch nước Albania
Ếch nước Albania (tên gọi khác: Pelophylax shqipericus) là một loài thuộc họ Ếch nhái (họ Ranidae) và có nguồn gốc từ Albania và Montenegro. Như tên gọi thông thường của chúng, chúng thích môi trường nước hơn. Ếch nước Albania là một loài có nguy cơ tuyệt chủng và số lượng được biết đến hiện đang dần suy giảm. Các mối đe dọa đáng chú ý đối với môi trường sống của chúng được cho là gây ra bởi nạn ô nhiễm và hệ thống thoát nước của vùng đất ngập, và một mối đe dọa trực tiếp hơn là nạn khai thác quá mức loài này để phục vụ cho mục đích thương mại.
Những con ếch có kích thước trung bình và con đực đôi khi có một dải màu xanh lá cây tươi sáng đặc biệt dọc theo chiều dài của xương sống. Mặt khác, con đực có màu từ xanh đến nâu nhạt trong màu tổng thể với các đốm lớn màu đen hoặc nâu sẫm. Con cái có màu xanh ô liu hoặc màu nâu nhạt và cũng có những đốm lớn màu nâu hoặc đen. Vì là một loài thích hợp với môi trường sống ở vùng đất ngập nước, phần màng trên bàn chân kéo dài đến đầu ngón chân.

## Phân loại
Pelophylax shqipericus được mô tả lần đầu tiên vào năm 1987 dưới tên gọi Rana shqiperica trong Kỷ yếu của Viện hàn lâm Khoa học tự nhiên Philadelphia. Tính ngữ đặc trưng shqipericus bắt nguồn từ Shqipëria, trong tiếng Albania có nghĩa là Albania. Nhiều loài từng được đưa vào chi Rana đã được chuyển sang các chi riêng biệt vào đầu thế kỷ 21, khi dữ liệu phát sinh chủng loại phân tử chi tiết tạo ra sự khác biệt rõ ràng hơn giữa các loài. Pelophylax shqipericus là một trong những loài như vậy được chuyển từ Rana sang Pelophylax căn cứ vào dữ liệu của trình tự DNA mới.

## Phân bố và sinh cảnh
Loài ếch nước Albania là loài đặc hữu của bán đảo Ban-căng và chủ yếu chỉ được tìm thấy ở phía tây Albania và miền nam Montenegro, nơi chúng sinh sống ở đầm lầy nước ngọt, đầm lầy cây thân gỗ, mương nước, các bờ sông và hồ được trồng nhiều cây cối. Phần cực bắc của phạm vi sinh sống của chúng là Hồ Skadar, nơi mà chúng hiện diện đang bị đe dọa đáng kể bởi việc khai thác quá mức.

## Hình thái
Ếch nước Albania có kích thước trung bình khoảng 71 mm (2,8 in) và màu sắc ở mặt lưng có màu xanh lá cây đến nâu nhạt. Chúng có những đốm lớn màu nâu hoặc đen và đôi khi cũng có một dải đốt sống màu xanh lá cây tươi sáng. Các đốm này biến mất hoặc mờ hơn nhiều trong mùa sinh sản, và màu sắc mặt lưng thay đổi thành ô liu hoặc xanh cỏ. Túi âm thanh của chúng chỉ có sắc tố nhẹ, xám hoặc xanh lục. Con cái lớn hơn với kích thước trung bình khoảng 74 mm, có màu nâu nhạt đến xanh ô liu, và cũng được phát hiện ở mặt lưng. Ở mặt dưới, màu vàng xuất hiện quanh háng, đôi khi kéo dài đến chân sau và bụng. Bụng của con cái thường là màu kem và không có đốm.
Giống như nhiều loài ếch nước, Pelophylax shqipericus có đôi chân hoàn toàn có màng, với phần màng kéo dài đến đầu ngón chân.
Cả giống đực và giống cái đều phát ra tiếng kêu não nề kéo dài vài giây. Tiếng kêu gọi bạn tình của giống đực không có nhóm nhịp điệu riêng rẽ.

## Tình trạng bảo tồn
Pelophylax shqipericus lần đầu tiên được thêm vào như một loài có nguy cơ tuyệt chủng trong Sách đỏ IUCN vào năm 2004, nơi chúng vẫn còn tồn tại kể từ đó. Số loài ở Albania và Montenegro đang giảm dần do nhiều yếu tố. Sự phá hủy môi trường sống của chúng đang diễn ra như vùng đất ngập nước đang dần bị rút cạn nước để phục vụ cho xây dựng cơ sở hạ tầng và canh tác, chất lượng môi trường sống còn lại của chúng bị suy giảm do ô nhiễm từ chất thải nông nghiệp và công nghiệp. Mặc dù Hồ Skadar là một địa điểm được bảo vệ ở cả hai bên Albania và Montenegro và được Công ước Ramsar công nhận là vùng đất ngập quan trọng, nhưng vẫn có một số lượng đáng kể các loài lưỡng cư sống ở hồ bị bắt để bán làm thú kiểng và phục vụ cho ngành công nghiệp thực phẩm. Việc này làm suy giảm số lượng cá thể của loài nhưng cũng góp phần đưa vào bệnh gây tử vong, chẳng hạn như chytridiomycosis và các loài ếch ngoại lai đến khu vực.
Sinh sản và phát triển ấu trùng của con cái phụ thuộc vào bản chất thủy sinh đến từ môi trường sống của chúng. Người ta không biết ếch nước Albania sẽ thích nghi tốt như thế nào với các mối đe dọa và thay đổi trong môi trường của chúng.